# Bematistes congoensis
Bematistes congoensis är en fjärilsart som beskrevs av Le Doux 1937. Bematistes congoensis ingår i släktet Bematistes och familjen praktfjärilar. Inga underarter finns listade i Catalogue of Life.